# رايموند واتسون (فنان)
رايموند واتسون (بالإنجليزية: Raymond Watson)‏ هو فنان بريطاني، ولد في 1958.

## معرض صور

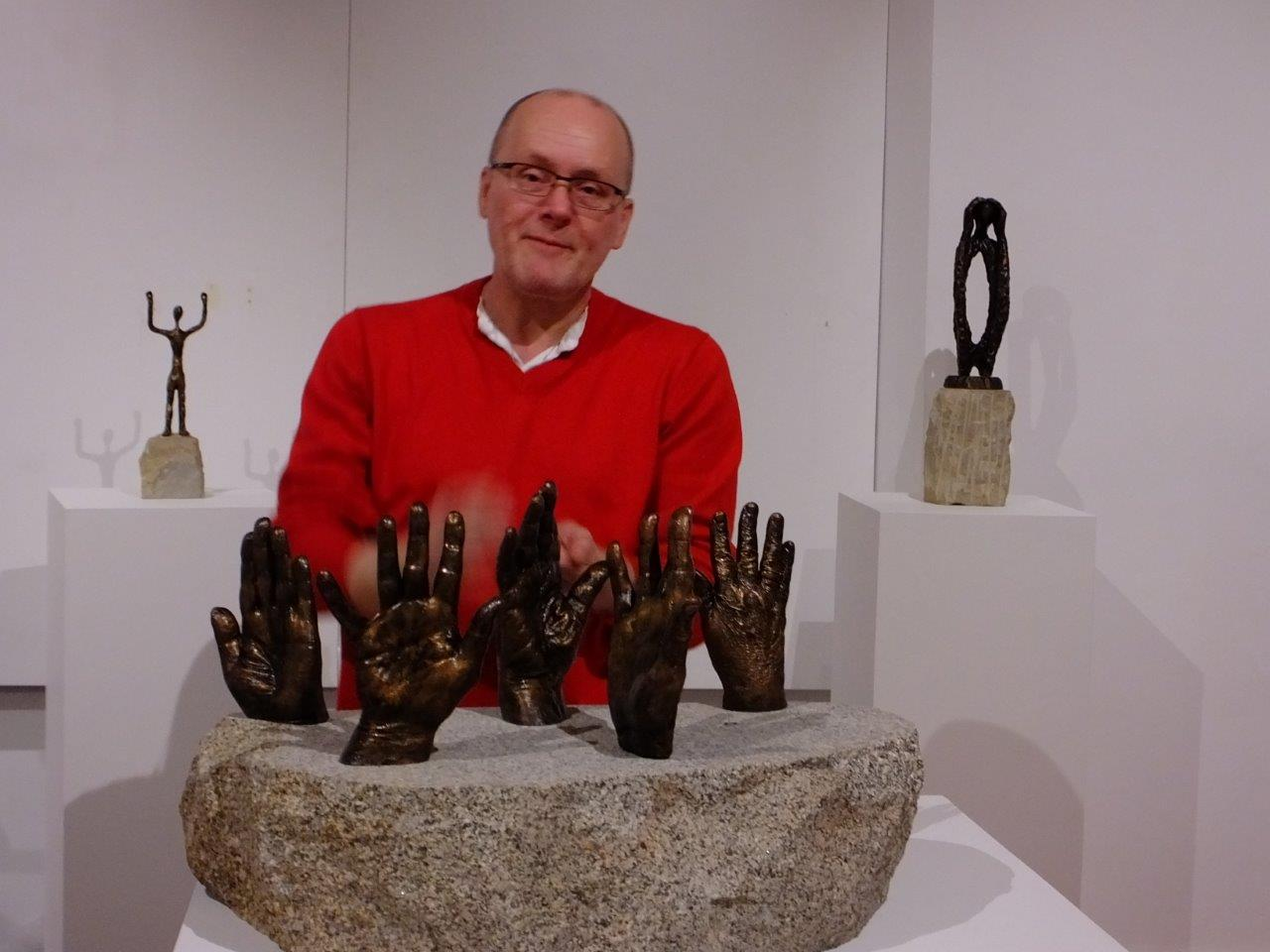
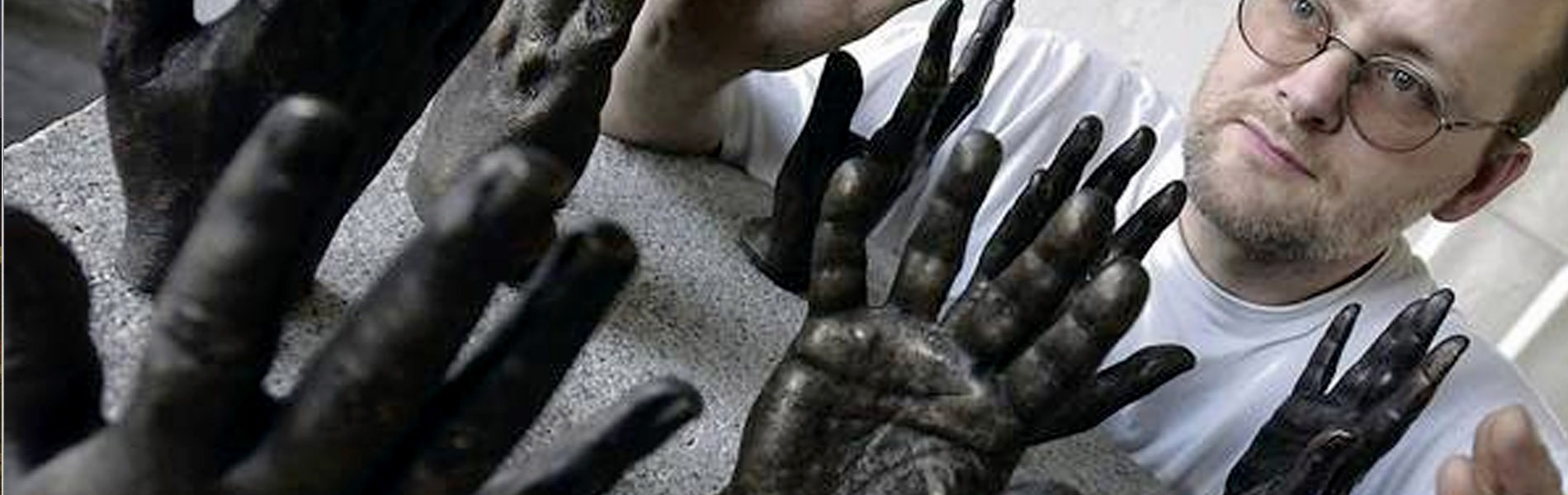
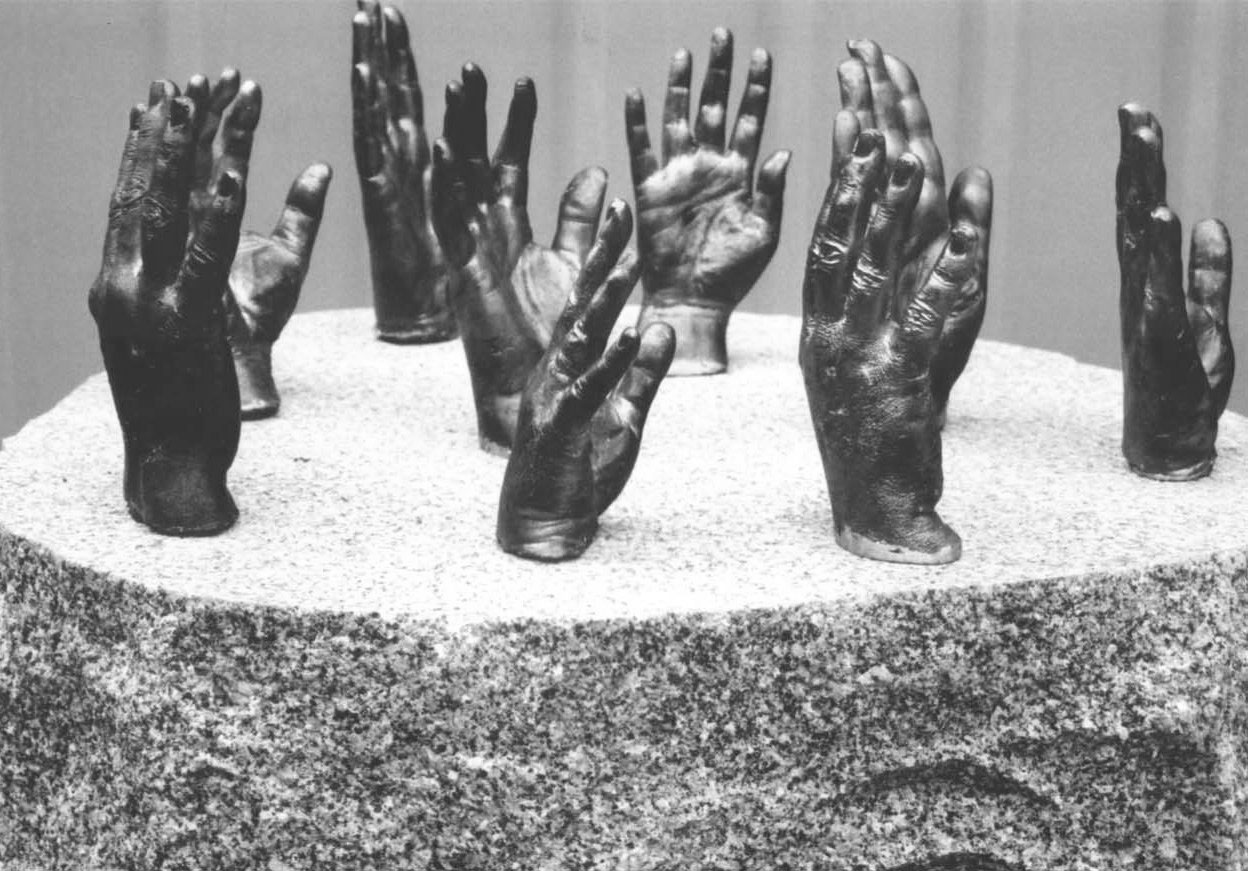
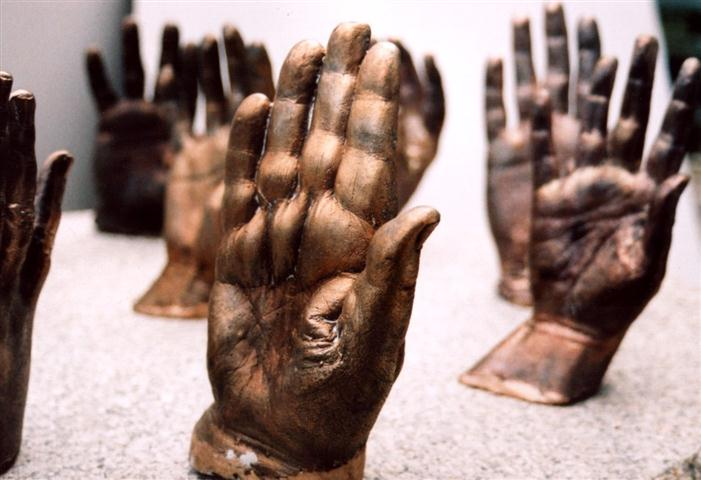